# Viktoras Rinkevičius

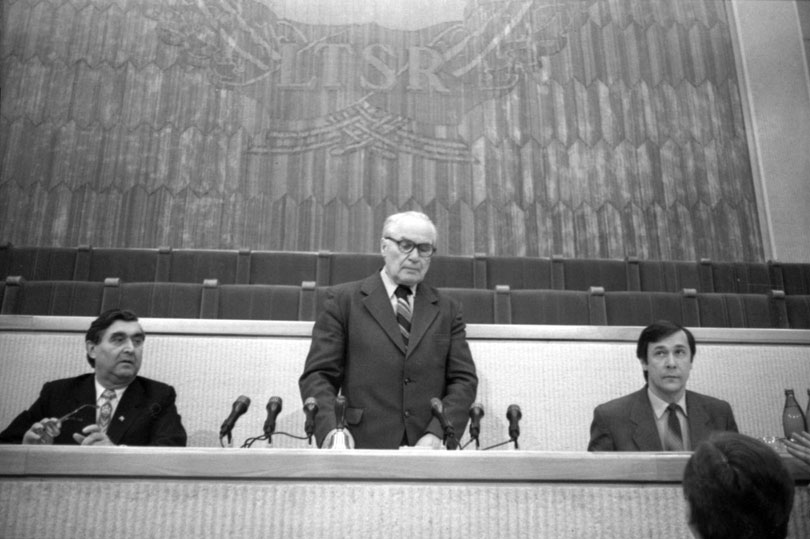
Vorsitzender des Republikanischen Wahlausschusses Juozas Bulavas (Mitte) und die Mitglieder Viktoras Rinkevičius (links), Vaclovas Litvinas (rechts), 1990.

Viktoras Rinkevičius (* 11. März 1950 in Inturkė, Rajongemeinde Molėtai) ist ein litauischer Politiker.

## Leben
1965 absolvierte er die Schule Grūžiai  in der  Rajongemeinde Pasvalys, 1969 das Technikum der Landwirtschaft in Joniškėlis bei Pasvalys und wurde Techniker und Mechaniker. 1982 absolvierte er das Diplomstudium der Mechanik an der Fakultät  für Mechanisation der Lietuvos žemės ūkio akademija.
Von 1969 bis 1971 leistete er den Sowjetarmeedienst. Von 1973 bis 1978 arbeitete er als Ingenieur im Kolchos in Saboniai, von 1978 bis 1980 beim Verband „Žemės ūkio technika“. Von 1992 bis 2000 leitete er UAB „Biržų žemtiekimas“ als Direktor. Von 2000 bis 2004 war er Mitglied im Seimas. Seit 2005 leitet er UAB „Biržų žemtiekimas“ als Generaldirektor.
Ab 1990 war er Mitglied der Lietuvos valstiečių partija, ab 2001 stellv. Vorsitzender von Lietuvos valstiečių liaudininkų sąjunga.
Von 1997 bis 2003 war er Mitglied im Rat der Rajongemeinde Biržai.